# Eugenie Goldstern
Eugenie Goldstern (Odessa, 1º marzo 1884 – Sobibor, 14 giugno 1942) è stata un'etnologa austriaca morta nel campo di concentramento di Sobibor. Il suo lavoro si è concentrato in particolare sull'arco alpino (Europa), dagli anni '10 agli anni '20.

## Biografia
Eugenie Goldstern è nata in una famiglia ebrea polacca della Galizia, il padre di Lemberg. Ha studiato a Vienna dal 1905, poi in Svizzera, diventando un'importante etnografa delle Alpi. Alcune delle sue ricerche e collezioni sono state realizzate sotto la supervisione scientifica dell'etnologo e folklorista Arnold van Gennep (precursore di "una vera etnologia della Francia", secondo Isac Chiva) per il "Museum für Volkskunde" di Vienna.
Vittima dell'antisemitismo, è morta nel campo di concentramento di Sobibor, in Polonia nel 1942, durante la seconda guerra mondiale.

## Lavori
Ha studiato l'arco alpino tra il 1910 e il 1920, coprendo le regioni svizzere, italiane e francesi di Lammertal, Vallese, Grigioni, Val Müstair, Valle d'Aosta, Piemonte e Haute-Maurienne. La sua vasta ricerca le ha permesso di confrontare e comparare i costumi e le tradizioni di questi diversi territori.
Nel 1913 e nel 1914, ha condotto delle ricerche sulla Moriana (valle delle Alpi francesi), ma i suoi lavori sono stati interrotti dalla prima guerra mondiale. Tuttavia, ha pubblicato una monografia in lingua tedesca nel 1922 a seguito di questo lavoro; questo documento è stato pubblicato in francese nel 1987, per iniziativa degli abitanti del comune francese di Bessans, che è stato suo oggetto di studio ("Bessans, vita di un villaggio della Haute Maurienne"). Si è concentrata principalmente sullo studio della civiltà materiale, inclusi alloggi, strumenti, giocattoli per bambini, ecc. e i rituali del ciclo di vita. L'influenza di van Gennep ha segnato anche il suo lavoro. Il Museum für Volkskunde" di Vienna (Austria) custodisce i gli oggetti etnografici raccolti durante le sue ricerche e i documenti correlati.
Isac Chiva ritiene che sia uno dei precursori della creazione di un'etnologia dell'Europa. Una mostra temporanea le è stata dedicata al museo Dauphinois di Grenoble (Francia) tra il 22 novembre 2007 e il 30 giugno 2008, nel tema Alpi umani.